# 5090 Wyeth
Az 5090 Wyeth (ideiglenes jelöléssel 1980 CG) a Naprendszer kisbolygóövében található aszteroida. Harvard Obszervatórium fedezte fel 1980. február 9-én.